# 奧克斯納島
奧克斯納島是蘇格蘭的島嶼，位於大西洋海域，屬於昔德蘭群島的一部分，面積0.68平方公里，最高點海拔高度38米，島上無人居住。
60°7′8″N 1°22′10″W / 60.11889°N 1.36944°W